# 小行星6032
小行星6032（英語：6032 Nobel）是一颗围绕太阳公转的小行星。1983年8月4日，柳德米拉·卡拉季奇在克里米亚发现了此天体。
这颗小行星的绝对星等为131.3631958752057等。